# Isabel de Santiago
Isabel de Santiago (Quito, ca. 1660-1670-Ibídem, 1714) fue una pintora y dibujante perteneciente a la Escuela Quiteña de arte del siglo XVII, nacida en la colonia de la Real Audiencia de Quito -actual Ecuador-. :Hija del famoso pintor Miguel de Santiago, a quien le heredaría el gusto por el arte, además fue una de las poquísimas mujeres que lograron reconocimiento en la época de desarrollo del arte virreinal hispanoamericano.

## Biografía

### Origen y primeros años
Isabel de Santiago y Alvarado nació en la década de 1660 , en la ciudad de Quito, por aquel entonces era la capital de la Real Audiencia de Quito y murió en 1714 en la misma ciudad. Fue hija del pintor mestizo Miguel de Santiago y la dama blanca Andrea Cisneros y Alvarado, que estaba emparentada con Mariana de Jesús, la primera santa ecuatoriana. Fue la última de cuatro hermanos, dos hombres que fallecieron en edad temprana y su hermana mayor Juana, quien se casó y dejó un hijo de nombre Agustín al cuidado de su abuelo. Recibió los apellidos de su madre pues su padre no deseaba que sus hijos llevasen un apellido que no les pertenecía (Santiago, que él mismo había tomado de su benefactor), ni Vizuete (que representaba su pasado indígena); sin embargo en el medio artístico fue siempre conocida como Isabel de Santiago.
Se sintió atraída por la pintura desde muy pequeña, pasión que compartía con su padre y más tarde con su segundo esposo. Comenzó a formarse y trabajar en el taller de Santiago desde la adolescencia. Posteriormente se convertiría en la dueña del taller, ya que lo heredaría de su padre y, trabajaría ahí junto a su esposo. Enviudó a inicios de la década de 1700, y en 1706. continuó pintando hasta el día de su muerte, acaecida en Quito en 1714, siendo enterrada en el convento de La Merced, cercano a su casa.
Por ser mujer no pudo realizar los exámenes para la obtención de los grados que la acreditaban como una pintora profesional, pero se ganó el respeto, tanto que uno solo de sus lienzos era aceptado como pago de grandes deudas que le había dejado su padre y su marido.

### Matrimonio y descendencia
Contrajo primer matrimonio con Juan Merino de la Rosa, Portero Mayor de la Audiencia de Quito. Tras la muerte de este, contrajo un nuevo matrimonio el 15 de enero de 1692 con el capitán Antonio Egas y Venegas de Córdoba, quien también había estado casado antes con la dama chilena Catalina Tello de Meneses. Teniendo como testigos a los padres de Isabel de Cisneros, esta información se encuentra en el Archivo Arzobispal de Quito. De este matrimonio nacieron cinco hijos legítimos, tres hombres y dos mujeres, a saber: Agustín, María Mónica, Nicolás Fortunato, Antonio y María Tomasa; de entre ellos, dos se hicieron sacerdotes de la Orden de San Agustín a la que tanta devoción le había profesado su afamado abuelo materno.

## Obra

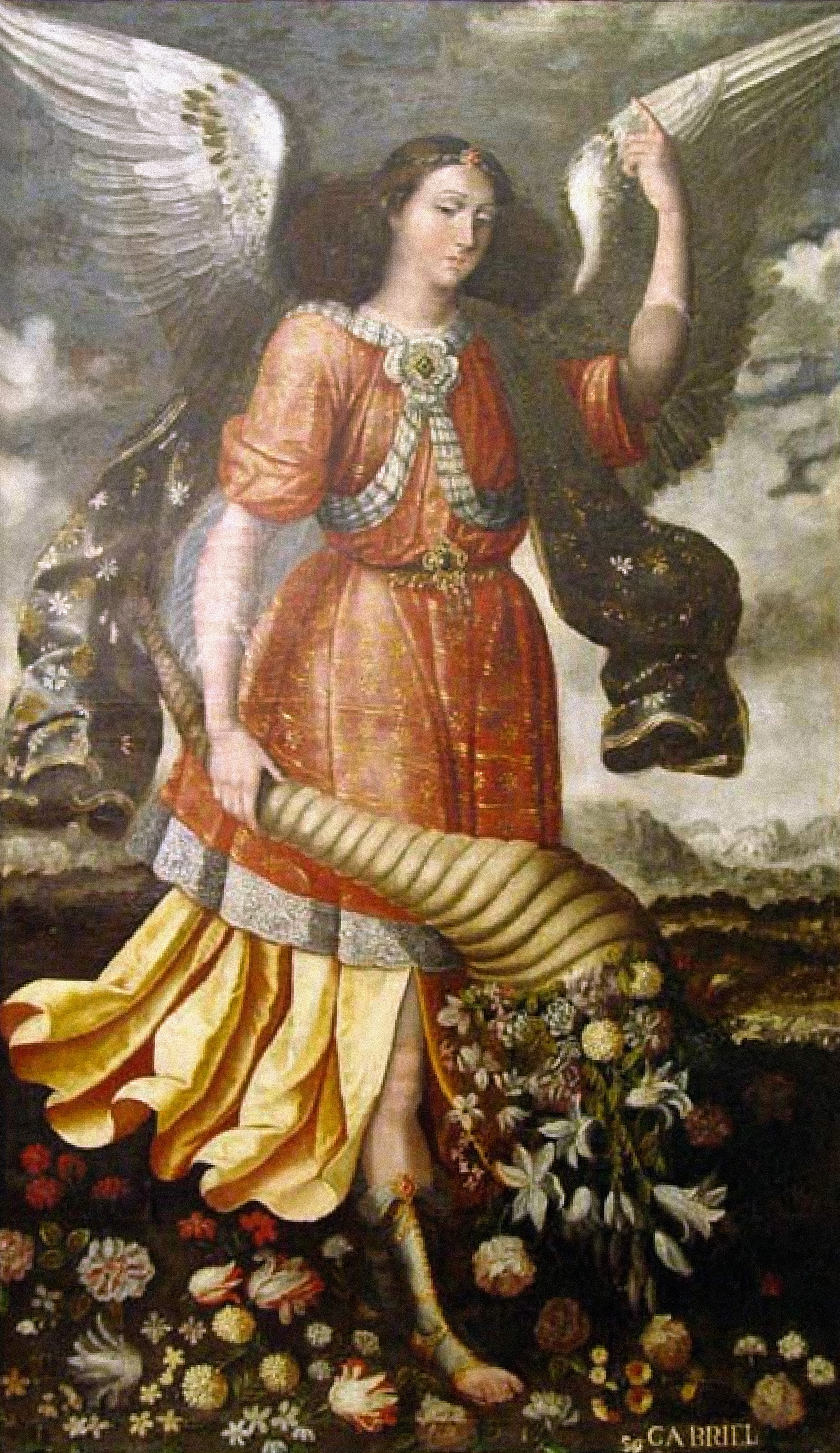
Arcángel Gabriel. Autora Isabel de Santiago,.

Su obra más conocida es el retrato que le hizo a Sor Juana de Jesús, monja clarisa a la que le atribuían comportamientos de santa. Pocos días después de su muerte, en 1703, le encargaron a su esposo un cuadro de la misma que no se sentía capaz de realizar, por lo que recurrió a su esposa Isabel. En palabras del biógrafo de la monja, padre Francisco Javier Antonio de Santa María:
Algunas personas, devotas de aquella sierva de Dios, rogaron al capitán don Antonio Egas, aficionado a la pintura, que la retratase estando ya muerta, quien aseguró bajo juramento que no había podido dar pincelada con acierto; y conociendo no ser voluntad de Dios que pusiese mano en la obra, la dejó. Viendo que por ese medio no se podían cumplir sus deseos, arbitraron el acomodarle en yeso, y tampoco lo consiguieron. Valiéndose finalmente de doña Isabel de Santiago, mujer del dicho don Antonio Egas y señalada en el arte, quien por las especies que le quedaron de las veces que le había visto (a la monja), la sacó, sino con perfección, con alguna semejanza
Su marca personal, de belleza floral, luminosidad y presencia de pequeños animales, se ve reflejada en el resto de sus trabajos, entre ellos los lienzos titulados "El hogar de Nazareth", guardado en el convento de San Diego, y "El arcángel Gabriel" en el museo franciscano de Quito. Además, Isabel trabajó en conjunto con su padre en varias obras muy conocidas, entre ellas: "La Virgen de las Rosas", para el Convento de Santo Domingo; "La Virgen de las Flores", que se encuentra en el Museo de Arte Colonial, de Quito; y "San Antonio de Padua", para el monasterio de El Carmen Alto.
Isabel de Santiago basaba sus obras en sus creencias religiosas, los Santiago tenían un vínculo estrecho con el Basílica de Nuestra Señora de la Merced, de Quito. Donde se encuentran obras como "El Cristo de la Columna" de Isabel, obra realizada como pago de una deuda según su testamento. Antonio Egas Vinegas también estaba involucrado con el convento de la Merced, había realizado varias obras de arte como "El Señor del Amor", tallado en 1699.
Es probable también que la pintora trabajase en varios ángeles para uno de los retablos de la Iglesia de Nuestra Señora de Guápulo, al igual que en el cuadro "San Gabriel", expuesto en el museo del mismo templo quiteño. Trabajó también en varias obras de su esposo, deducible por los delicados detalles de animales, telas, flores y broches que son de su estilo pictórico y que también se encuentran en los lienzos de su padre, Miguel de Santiago.
Un famoso cuadro titulado "La contemplación mística de San Agustín", ubicado en el monasterio de la Iglesia de San Agustín, se había atribuido tradicionalmente a Miguel de Santiago por la firma, que parece mostrar las siglas "MdS". Existe desde 2008 la duda razonable de que el cuadro no es de autoría del maestro, sino de su hija Isabel, basada en el hecho de que la firma, tras un estudio paleográfico, en realidad contiene las siglas "fYdS", con las dos primeras letras casi enlazadas pareciendo formar una M, lo que había llevado a confusión.

### La Virgen de las Rosas
El cuadro que pintó junto a su padre titulado "La Virgen de las Rosas"  presenta a la Virgen María junto al niño Dios en brazos con la composición de nubes grises, con una un fondo circular resplandeciente. además enmarcado la escena una guirnalda de flores al estilo flamenco, lleno de multicolores cromáticos. Se encuentran dos versiones de estas en el museo de Padre Pedro Bedón del convento de Santo Domingo y en el Museo de Arte Colonial llamada el "Virgen de las Flores". Según Carlos Barnas la orla floreal por su armonía y sus duras sombras en rojo es una muestra de su gran destreza como pintora. La técnica utilizada es la mixta al temple y al óleo, junto a la guirnalda color cobre, ya que no se conocía el tulipán en aquellos tiempos en el país. 
Los óleos sobre la infancia de la Virgen María y también del niño Jesús se convirtieron en su especialidad tras las muertes de su padre y esposo.
Muchos de sus obras se convirtieron en una forma de pagar las deudas acumuladas, así lo describe en su testamento de Isabel de Santiago, parece ser que guardo algunos cuadros de paisajes romanos de su padre y otros los repartió. 

## Lista de obras
Su obra es basta, a veces atribuida a Miguel de Santiago, puesto que trabajaron juntos en el mismo taller por varios años. En resumen las que se conoce fueron pintadas por Isabel de Santiago son:
- El hogar de Nazareth, Convento de San Diego
- El arcángel Gabriel, museo franciscano de Quito
- La Virgen de las Rosas, junto a Miguel de Santiago, en el Convento de Santo Domingo
- La Virgen de las Flores, que se encuentra en el Museo de Arte Colonial, de Quito
- San Antonio de Padua, para el monasterio de El Carmen Alto
- El Cristo de la Columna, Basílica de Nuestra Señora de la Merced
- San Gabriel,  Iglesia de Nuestra Señora de Guápulo
- La contemplación mística de San Agustín, ubicado en el monasterio de la Iglesia de San Agustín

## Estilo y legado
Isabel  de Santiago perteneció a la Escuela Quiteña de finales del siglo XVII e inicios del XVIII. Formada celosamente por su padre Miguel de Santiago, uno de los más famosos pintores del continente en aquella época, aprendió junto a su primo Nicolás Javier de Goríbar todas las técnicas que habían vuelto a Santiago popular en las altas esferas, y por ende su técnica era muy similar y exquisita.
A pesar del hecho de que, por ser mujer, no pudo realizar los exámenes para la obtención de los grados que la acreditaban como una pintora profesional, se ganó el respeto de la gente y sus obras eran bien reconocidas. Mientras trabajó con su padre, deducimos que ambos compartían las ganancias del taller para cubrir sus necesidades.
El historiador quiteño Federico González Suárez se refiere a la pintora diciendo que sobresalía en la pintura y manejaba el pincel con admirable delicadeza. De igual manera, el historiador y arqueólogo Jacinto Jijón y Caamaño afirma que el estilo de Isabel de Santiago se caracterizó por un cúmulo de flores y animalillos que reflejan la pequeñez de su espíritu, entendido esto último como un halago a su pureza de espíritu y humildad.